# Mictochroa caulea
Mictochroa caulea là một loài bướm đêm trong họ Noctuidae.